# Ziba Mir-Hosseini
Ziba Mir-Hosseini (en persan : زیبا میرحسینی née le 3 avril 1952) est une anthropologue iranienne spécialisée en loi islamique, genre et développement international.

## Biographie
Mir-Hosseini se spécialise en affaires iraniennes, en droit islamique de la famille, et sur la condition féminine dans le monde musulman. Elle conseille des juristes sur la Maslaha. Elle obtient sa licence à Téhéran en 1974, puis déménage au Royaume-Uni où elle obtient son doctorat en anthropologie sociale à l'université de Cambridge en 1980. Elle s'installe ensuite à Londres, où elle enseigne à la School of Oriental and African Studies.
En 1992, elle publie son premier livre, Marriage on Trial, sur le mariage dans les sociétés musulmanes,. En 1995 et 1997, elle se rend à des séminaires sur le Chiisme à Téhéran et à Qom pour y discuter avec des femmes de leur place dans la religion et dans le système familial. Elle distingue trois courants anti-féministes en islam : les musulmans traditionalistes, qui pensent la charia immuable, les fondamentalismes islamiques visant à retourner à une pratique de la charia antérieure jugée plus pure, et les fondamentalistes laïques qui nient la charia et sa lecture féministe. Elle montre quant à elle que le droit unilatéral des hommes au divorce et à la polygamie est donné non pas par Dieu dans le Coran, mais par des juristes musulmans qui en ont fait leur propre interprétation et peuvent être réinterprétés.
En 1998, elle réalise avec Kim Longinotto le film documentaire Divorce à l'iranienne ; en 2001, elle réalise, toujours avec Longinotto, le documentaire Runaway, qui reçoit le prix de la British Academy of Film and Television Arts Flaherty du meilleur documentaire pour la télévision.
Elle est membre fondatrice de l'organisation Musawah, qui combat pour l'égalité des genres au sein de la famille musulmane,.
En 2015, elle dirige la rédaction de l'ouvrage Men in Charge: Rethinking Authority in Muslim Legal Tradition.